# A F Carlssons Skofabrik

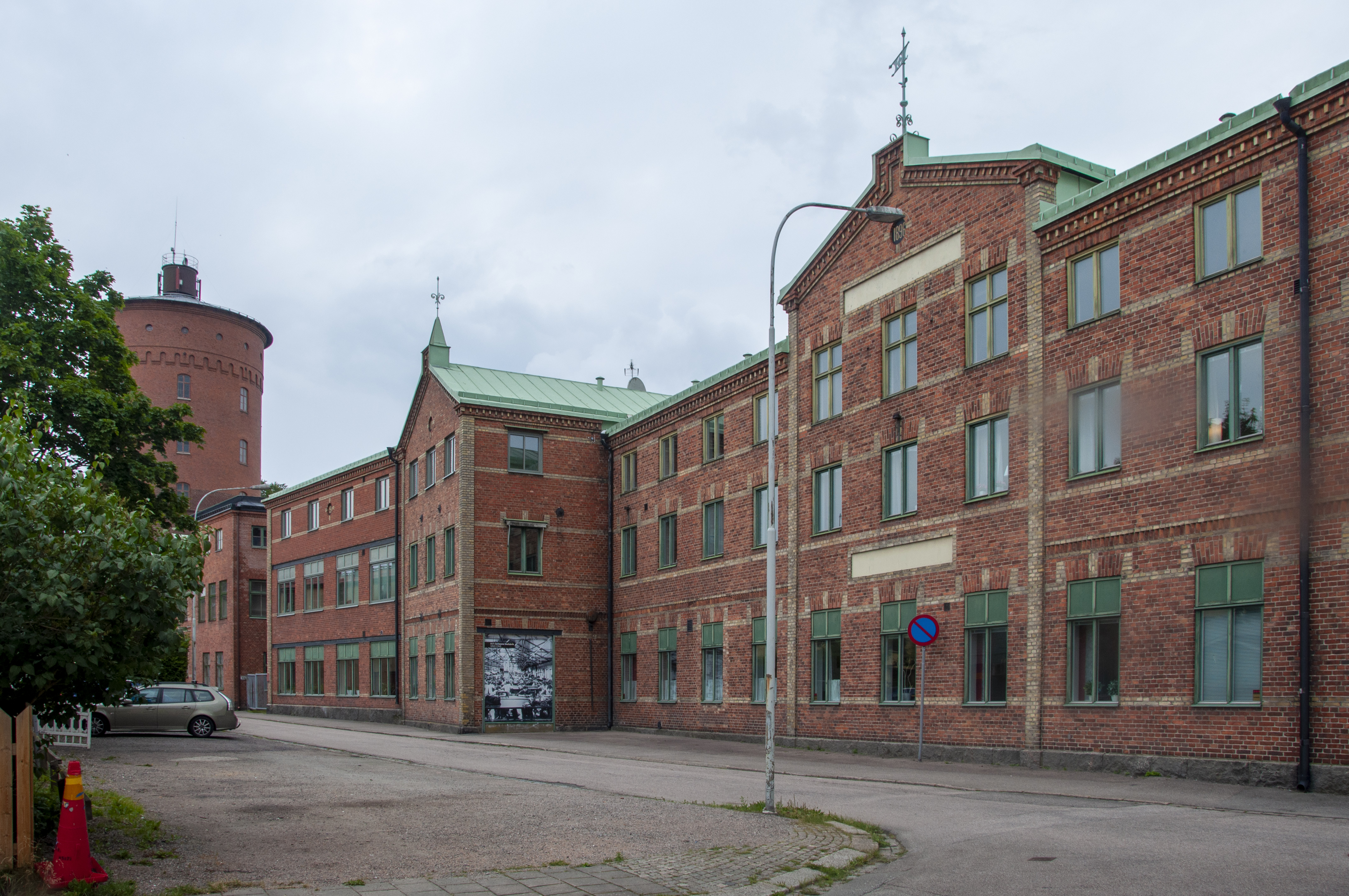
A F Carlssons Skofabrik

A F Carlssons Skofabrik var ett företag i Vänersborg som bedrev tillverkning av skor åren 1860–1969.
År 1860 etablerade sig skomakarmästaren Anders Fredrik Carlsson (1835–1907) i Vänersborg, där han öppnade ett konventionellt handskomakeri. Rörelsen drevs som sådant fram till år 1873, då den första mer avancerade maskinen anskaffades, nämligen en durksömsmaskin av den amerikanske uppfinnaren och ingenjören Gordon McKays patent. Dessförinnan användes i produktionen även en nåtlingsmaskin, förvärvad år 1865, samt vals-, spalt- och stansmaskiner jämte en del smärre hjälpmaskiner. År 1883 införskaffades en avlappsmaskin, men det var först år 1905 som en fullständig sådan maskinpark sattes upp som möjliggjorde en höggradigt mekaniserad tillverkning enligt den amerikanske ingenjören och innovatören Charles Goodyear Juniors metoder.
Verksamheten expanderade snabbt och från att 1873 haft ett 70-tal anställda hade man femton år senare 580 personer engagerade enbart i produktionen. Utvidgningen ledde till att man år 1889 flyttade in i en ny fabriksbyggnad på den så kallade Rengmanska lyckan. 1935, när fabriken fyllde 75 år, hade man omkring 700 personer anställda och en dagsproduktion på omkring 2 500 par skor. Efter att man år 1928 förvärvat Den Norske Skofabrikk "Standard" i Oslo och Lundby Skofabrik i Göteborg var företaget Sveriges största skoproducent. År 1950 hade antalet anställda minskat till 365, även om antalet producerade par skor alltjämt låg på omkring 2 500 per dag. Företaget var länge Vänersborgs största arbetsgivare.
Verksamheten lades ned år 1969. I fabrikens lokaler är numera köpcentret och företagsparken Trenova Center inrymda.